# Скала ди Фурно (Лече)
Скала ди Фурно (итал. Scala di Furno) је насеље у Италији у округу Лече, региону Апулија.
Према процени из 2011. у насељу је живело 50 становника. Насеље се налази на надморској висини од 2 м.